# Subterranea
Pour les articles homonymes, voir Subterraneus, subterranea, subterraneum.
Albums de IQ
Ever
(1993) The Seventh House
(2000)
Subterranea est un double album sorti en 1997 du groupe de rock néo-progressif britannique IQ. C'est aussi un album-concept dont l'histoire s'inspire du personnage de Kaspar Hauser. En plus de rencontrer un certain succès critique,,, il est plébiscité par les amateurs de rock progressif. À sa sortie, il remporte le titre de meilleur album aux Classic Rock Society Awards (en).

## Historique
L'album est enregistré et mixé à Nomansland, à New Forest, en Angleterre.

## Histoire
Subterranea raconte l'histoire d'un homme retenu sous terre, sans aucun contact avec le monde extérieur, pour les besoins d'une expérience. Son accession à la surface, et à la société, est pour lui un bouleversement.

## Titres
| 1.  | Overture             | 4:38 |
| 2.  | Provider             | 1:36 |
| 3.  | Subterranea          | 5:53 |
| 4.  | Sleepless Incidental | 6:23 |
| 5.  | Failsafe             | 8:57 |
| 6.  | Speak My Name        | 3:35 |
| 7.  | Tunnel Vision        | 7:24 |
| 8.  | Infernal Chorus      | 5:10 |
| 9.  | King of Fools        | 2:02 |
| 10. | The Sense in Sanity  | 4:48 |
| 11. | State of Mine        | 1:59 |

| 1. | Laid Low          | 1:29  |
| 2. | Breathtaker       | 6:04  |
| 3. | Capricorn         | 5:16  |
| 4. | The Other Side    | 2:22  |
| 5. | Unsolid Ground    | 5:04  |
| 6. | Somewhere in Time | 7:11  |
| 7. | High Waters       | 2:43  |
| 8. | The Narrow Margin | 20:00 |

## Musiciens
- Peter Nicholls : chant et voix
- Mike Holmes : guitare électrique et guitare-synthé
- John Jowitt : guitare basse et voix
- Martin Orford : claviers et voix
- Paul Cook : batterie et percussions